# Parc Nacional de Palenque
El Parc Nacional Palenque és un espai natural protegit situat a la zona arqueològica de Palenque, Chiapas a Mèxic, aquest parc nacional ocupa una superfície aproximada de 1.772 hectàrees, va ser creat mitjançant un decret expedit el 20 de juliol de 1981 pel llavors president de Mèxic, José López Portillo.Està inscrit a la llista del Patrimoni de la Humanitat de la UNESCO des del 1987 amb el nom de Ciutat prehispànica i parc Nacional de Palenque.